# Salk Ladies
Il Salk Ladies è un torneo professionistico di tennis giocato su campi in cemento. Fa parte dell'ITF Women's Circuit. Si gioca annualmente a Stoccolma in Svezia.

## Albo d'oro

### Singolare
| Anno | Campionessa         | Finalista      | Punteggio |
| ---- | ------------------- | -------------- | --------- |
| 2010 | Oksana Ljubcova     | Lesya Tsurenko | 6–4 7–5   |
| 2011 | Kristina Mladenovic | Arantxa Rus    | 6-3, 6-4  |

### Doppio
| Anno | Campionesse                       | Finaliste                          | Punteggio        |
| ---- | --------------------------------- | ---------------------------------- | ---------------- |
| 2010 | Ksenija Milevskaja Lesya Tsurenko | Nikola Hofmanová Yvonne Meusburger | 6–4 7–5          |
| 2011 | Arantxa Rus Nastas'sja Jakimava   | Claire Feuerstein Ksenija Lykina   | 6-3, 2-6, [10-8] |